# 彼得拉桑塔
彼得拉桑塔，是意大利卢卡省的一个市镇。总面积41平方公里，人口24833人，人口密度605.7人/平方公里（2009年）。ISTAT代码为046024。